# Daubenya alba
Daubenya alba là một loài thực vật có hoa trong họ Măng tây. Loài này được A.M.van der Merwe mô tả khoa học đầu tiên năm 2002.